# Военно-морская академия имени Имама Хомейни
Военно-морская академия имени Имама Хомейни (перс. دانشگاه علوم و فنون دریایی امام خمینی‎) — высшее военное учебное заведение осуществлявшее подготовку и переподготовку офицерских кадров для Военно-морских сил Армии Вооружённых сил Исламской Республики Иран. Расположена в городе Ноушехр.

## Общие сведения
Военно-морская академия имени Имама Хомейни была основана в 1980 году как Высшее военно-морское училище. Академия занимается подготовкой офицерских кадров и научно-технических специалистов по навигации и управлении морскими суднами, судостроении, электротехники и морским телекоммуникациям, управлении и морских комиссаров, а также морских пехотинцев ВМС Армии Ирана.

## Приём в академию и обучение
Военно-морская академия принимает на обучение курсантов из числа кадровых военнослужащих ВМС Армии Ирана. Обучение проводится по обычной схеме высшего образования: лекционные и практические занятия, но с упором на практическую отработку полученных в аудиториях знаний.
Выпускники, успешно закончившие четырёхлетний курс получают степень бакалавра (англ. Bachelor of Science) и звание второго лейтенанта ВВС Армии ИРИ.

## Структура
В состав ВМА им. Имама Хомейни входят 6 факультетов:
- Факультет морской навигации
- Факультет морских пехотинцев
- Факультет электротехники и морских телекоммуникаций
- Факультет судостроения
- Факультет управления и морских комиссаров[англ.]
- Факультет фундаментальных наук